# Nagytudásúak 2.
A Nagytudásúak 2. (eredeti cím: Les profs 2) 2015-ben bemutatott francia vígjáték, amelyet Pierre-François Martin-Laval rendezett. A Nagytudásúak c. film folytatása.
A forgatókönyvet Pierre-François Martin-Laval és Mathias Gavarry írta. A producere Romain Rojtman. A főszerepekben Kev Adams, Isabelle Nanty, Didier Bourdon, Pierre-François Martin-Laval és Arnaud Ducret láthatók. A film zeneszerzője Matthieu Gonet. A film gyártója a Les Films du Premier, a TF1 Films Production és a UGC, forgalmazója a UGC Distribution. Műfaja filmvígjáték.
Franciaországban 2015. július 1-jén, Magyarországon 2015. december 31-én mutatták be a mozikban.

## Cselekmény
A francia tanárokat a brit titkosügynökség felkéri, hogy tanítsák a királynő buta unokáját, Vivienne-t, és érettségiztessék le. A tanárok azzal a feltétellel vállalják el, ha Boulard, a legrosszabb diák is velük tart. Boulard nem tud beilleszkedni a szigorú iskolába, de nyomban beleszeret a még nála is kevésbé iskolaérett Vivienne-be. Boulard és Vivienne között egyre szorosabb kapcsolat alakul ki. Boulard még a fogdát is megjárja, hogy ne Vivienne-t vigyék oda. Vivienne titokban Londonba szökik, ahova Boulard követi, és kiderül, hogy Vivienne egy rockoperát ír, amiből csak a Herceges befejezés hiányzik. Majd elmennek egy punk bárba és visszamennek a suliba. Mivel Vivienne nem szereti a sulit, és csak Londonban járkál, a tanárok „elviszik” a sulit Londonba, ahol játékosan tanulnak. Vivienne-nek tetszik már így minden, és kezd jobban beszélni franciául. Boulard ott akar maradni az érettségi átadón, hogy megnézze barátnőjét, amint átveszi a bizonyítványát. Ott az igazgatónő elmeséli neki, hogy Vivienne a királynő unokája. Boulard ekkor elszökik. A tanárok utána futnak a busznak és beszélnek Boularddal. Ő kiönti a szívét nekik és tervet kovácsolnak. Az átadón Boulard félrelöki a királynőt, aki unokáját kinevezte hercegnőnek, és eljátssza a Herceg dalát a rockopera befejezéséből. Vivienne inkább Boulard-ot választja és széttépi az érettségit. Mindenki így tesz. Boulard és Vivienne hosszasan csókolózik és a tanárokat lovaggá ütik, hogy nem csináltak leendő királynőt Vivienne-ből, aki alkalmatlan lett volna rá.

## Szereplők
| Szereplő                    | Színész                      | Magyar hang       |
| --------------------------- | ---------------------------- | ----------------- |
| Thierry Boulard             | Kev Adams                    | Gacsal Ádám       |
| Gladys, angoltanár          | Isabelle Nanty               | Zsurzs Kati       |
| Cutiro, matektanár          | Didier Bourdon               | Kerekes József    |
| Antoine Polochon, töritanár | Pierre-François Martin-Laval | Karácsonyi Zoltán |
| Eric, tornatanár            | Arnaud Ducret                | Varga Gábor       |
| Amina, franciatanár         | Stéfi Celma                  | Roatis Andrea     |
| Vivienne                    | Gaia Weiss                   | Vági Viktória     |
| Madame Saint-Gilles         | Firmine Richard              | Kocsis Mariann    |
| Maurice, filozófiatanár     | Raymond Bouchard             | Papp János        |
| Albert, kémiatanár          | Fred Tousch                  | Berzsenyi Zoltán  |
| Miss Johns                  | Laura Benson                 | Farkasinszky Edit |
| Uday                        | Uday Singh                   | Kékesi Gábor      |
| Rowan                       | Tom Hudson                   | Timon Barnabás    |
| Edward, a felügyelő tanár   | Eric Lampaert                | Gyurin Zsolt      |
| II. Erzsébet brit királynő  | Vivienne Vernes              | Bókai Mária       |
| Vörös fiú                   | TBA                          | Borbíró András    |
| George                      | TBA                          | Császár András    |
| Kopasz                      | TBA                          | Joó Gábor         |
| Biztonsági főnök            | TBA                          | Rosta Sándor      |